# Діона (міфологія)

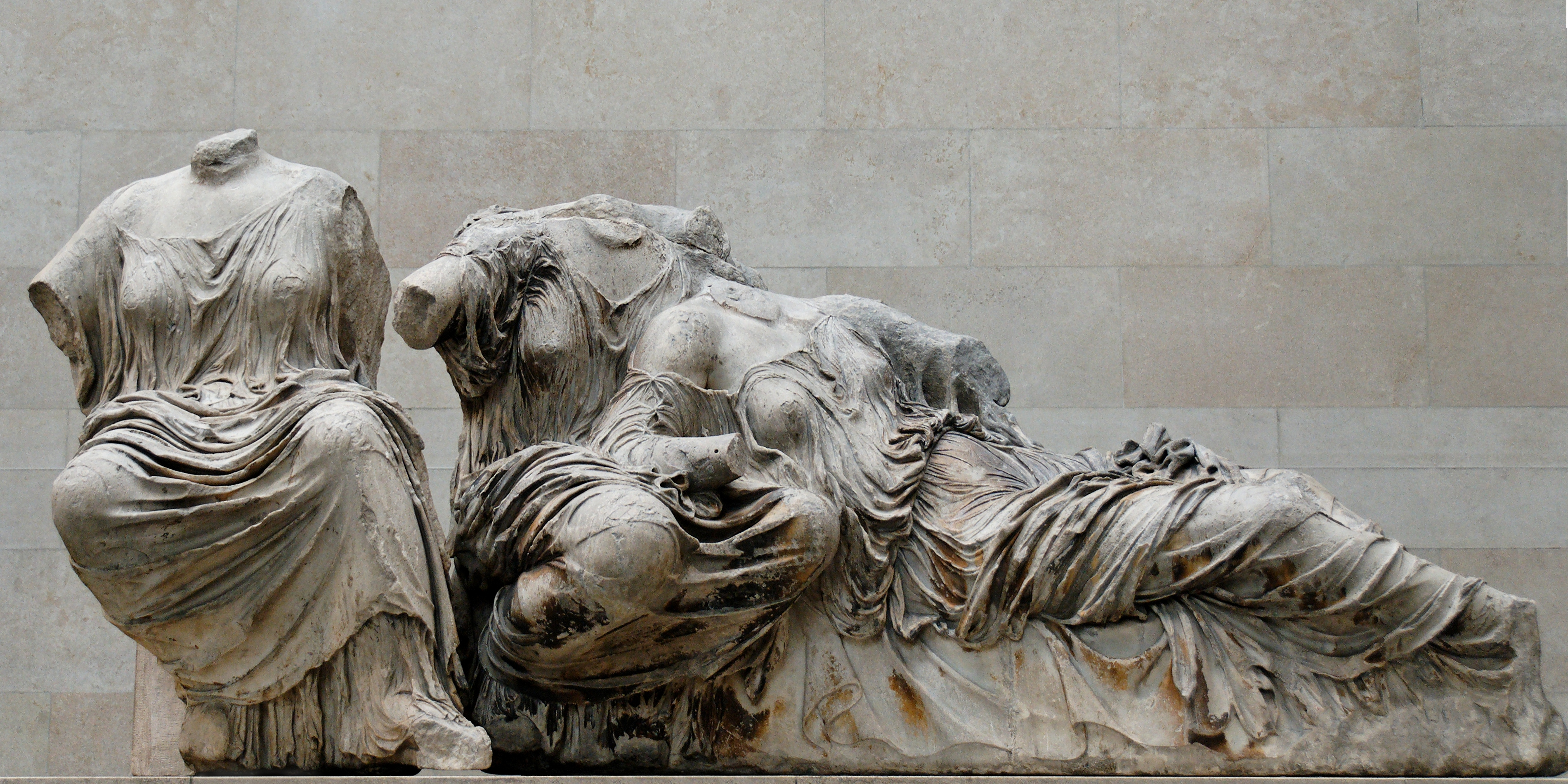
Скульптурна група Мармурів Парфенона: Гестія, Діона та Афродіта, 435 до н. е., Лондон, Британський музей

Діо́на (грец. Διώνη, лат. Dione), або Діонея — у давньогрецькій міфології богиня, дочка Океана й Тетії (або Урана й Геї). Вшановувалася в Додоні як дружину Зевса. У давньому епосі вона зветься матір'ю Афродіти, у пізніших міфах ототожнюється з Герою.